# Empoasca chloroneura
Empoasca chloroneura är en insektsart som beskrevs av Naudé 1926. Empoasca chloroneura ingår i släktet Empoasca och familjen dvärgstritar. Inga underarter finns listade i Catalogue of Life.